# The Star Witness (film, 1917)
Pour les articles homonymes, voir The Star Witness.
The Star Witness est un film muet américain réalisé par Henry MacRae et sorti en 1917.

## Synopsis
Un père, responsable du service d'expédition d'un grand magasin, est accusé de vol dans le but de faire des cadeaux à sa fille…

## Fiche technique
- Réalisation : Henry MacRae
- Scénario : Walter Woods, d'après une histoire de Grant Carpenter
- Date de sortie : États-Unis : 4 avril 1917

## Distribution
- Lee Hill : le père
- Ernest Shields
- Mina Cunard
- Elizabeth Janes
- Lina Basquette
- Lee Shumway
- Marie Walcamp
- Edwin Wallock
- Helen Wright